# 유럽 고속도로 89호선
유럽 고속도로 89호선(European route E89)은 튀르키예의 게레데에서 앙카라까지 이어지는 유럽 고속도로 노선망으로, 총 연장은 130km이다. 주요 경유지 중 중간에 크즐자하맘(Kızılcahamam)을 거쳐 가는 것으로 알려져 왔다.

## 주요 경유지
해당 고속도로는 전선 터키를 경유하며, 구간은 다음과 같다.
- 오토요르 4호선(영어판) : 게레데(영어판) (유럽 고속도로 80호선과 접촉) - 앙카라
- 오토요르 20호선(영어판) : 앙카라 (유럽 고속도로 80호선, 유럽 고속도로 88호선과 접촉)